# Kung Fu, la légende continue
Pour les articles homonymes, voir Kung fu (homonymie).
Le Retour de Kung Fu
Kung Fu, la légende continue (Kung Fu: The Legend Continues) est une série télévisée américaine en un pilote de 90 minutes et 86 épisodes de 45 minutes, créée par Ed Spielman et diffusée entre le 27 janvier 1993 et le 1er janvier 1997 en syndication.
En France, la série a été diffusée à partir du 14 juillet 1994 sur France 2.

## Synopsis
Cette série met en scène les aventures du petit-fils de Kwai Chang Caine, héros de la série Kung Fu dont il porte également le nom, et de son fils, Peter Caine, policier à Los Angeles.

## Distribution
- David Carradine (VF : Marc de Georgi) : Kwai Chang Caine
- Chris Potter (VF : Bertrand Liebert) : Peter Caine
- Kim Chan (en) : l'ancien

## Épisodes

### Première saison (1993)
1. L'Initiation [1/2] (Initiation [1/2])
2. L'Initiation [2/2] (Initiation [2/2])
3. L'Assassin de l'ombre (Shadow Assassin)
4. Un dimanche à l'hôtel (Sunday at the Hotel with George)
5. La Confiance (Sacred Trust)
6. La Force de l'habitude (Force of Habit)
7. Rien ne va plus (Pai Gow)
8. Le Défi (Challenge)
9. Les Disciples (Disciple)
10. Une longue amitié (Rain's Only Friend)
11. La Cachette (Secret Place)
12. L'Œil du dragon (Dragon's Eye)
13. Le Sixième Sens (Blind Eye)
14. La Boîte mystérieuse (The Lacquered Box)
15. Illusion (Illusion)
16. La Camisole (Straitjacket)
17. Réunion (Reunion)
18. L'Aile du dragon (Dragonswing)
19. L'Héritage (Shaman)
20. Le Jardin de roses (I Never Promised You a Rose Garden)
21. Le Pardon [1/2] (Redemption [1/2])
22. Le Pardon [2/2] (Redemption [2/2])

### Deuxième saison (1994)
1. Le Retour de l'assassin fantôme (Return of the Shadow Assassin)
2. Une journée dans la vie d'un flic (May I Ride with You)
3. La Fille du dragon (Dragon's Daughter)
4. Le Billet gagnant (An Ancient Lottery)
5. L'Amie de Laurie (Laurie's Friend)
6. Le Temple (Temple)
7. La Loi du plus fort (Only the Strong Survive)
8. La Traque (Out of the Woods)
9. Le Tournoi (Tournament)
10. Voyage dans l'au-delà (The Bardo)
11. Le Possédé (The Possessed)
12. Le Mystère (Warlord)
13. Innocent (The Innocent)
14. Tour de magie (Magic Trick)
15. Les Facettes de l'âme (Aspects of the Soul)
16. Kundela (Kundela)
17. La Bande (The Gang of Three)
18. Les Chiens de l'enfer (Sunday at the Museum with George)
19. L'Échiquier (Dragonswing II)
20. L'attaque du tigre (Sing Wah)
21. Lâchez le tigre (Enter the Tiger)
22. Le Départ (Retribution)

### Troisième saison (1995)
1. Rite de passage (Rite of Passage)
2. La Peste (Plague)
3. Une journée de repos (May I Walk with You)
4. Le Retour (The Return of Sing Ling)
5. Erreur sur la personne (Manhunt)
6. Futur en danger (Gunfighters)
7. Un meurtre mystérieux à Chinatown : La Main empoisonnée (A Chinatown Murder Mystery: The Case of the Poison Hand)
8. La Cible (Target)
9. Votez Caine ! (Citizen Caine)
10. Tremblement de terre (Quake !)
11. Au revoir M. Caine (Goodbye, Mr. Caine)
12. Le Calice sacré d'I Ching (The Sacred Chalice of I Ching)
13. Une ancienne connaissance (Eye Witness)
14. Démons (Demons)
15. Haute couture (Deadly Fashion)
16. Missiles de croisière (Cruise Missiles)
17. La Promesse (The Promise)
18. Cercle de feu (Flying Fists of Fury II: Masters of Illusion)
19. À guichets fermés (Banker's Hours)
20. Kung Fu Blues (Kung Fu Blues)
21. La Fraternité du bourdon (Brotherhood of the Bell)
22. Destinée (Destiny)

### Quatrième saison (1996-1997)
1. Visions (Dark Vision)
2. Le Premier Temple (The First Temple)
3. La Voix de la raison (Circle of Light)
4. Le Prisme (Prism)
5. La Veuve noire (Black Widow)
6. Cercle de feu (Shaolin Shot)
7. Le phoenix (Phoenix)
8. Les Forces spéciales (Special Forces)
9. Le Jeu du dragon (Dragon's Lair)
10. Le Prix des larmes (Veil of Tears)
11. À mourir de peur (Chill Ride)
12. L'Évasion (Escape)
13. Qui est Kwai Chang Caine ? (Who Is Kwai Chang Caine?)
14. Avis de tempête (Storm Warning)
15. Le Trésor Shaolin (A Shaolin Treasure)
16. Le Roi de la glace (Dark Side of the Chi)
17. L'Entre-deux mondes (Ancient Love)
18. Panne générale (Blackout)
19. Les Prisonniers du temps (Time Prisoners)
20. Requiem (Requiem)
21. Un Noël shaolin (A Shaolin Christmas)
22. Trahison et rancune (May I Talk with You?)

## DVD
Aux États-Unis est sortie l'intégralité des saisons 1 et 2 en coffret 6 DVD en MOD (manufactured on demand) en version originale sans sous-titres et sans bonus.